# Dayangzhou (köpinghuvudort i Kina, Jiangxi Sheng, lat 27,90, long 115,45)
Dayangzhou är en köpinghuvudort i Kina. Den ligger i provinsen Jiangxi, i den sydöstra delen av landet, omkring 97 kilometer sydväst om provinshuvudstaden Nanchang. Antalet invånare är 23 736. Befolkningen består av 11 308 kvinnor och 12 428 män. Barn under 15 år utgör 21,0 %, vuxna 15-64 år 70 %, och äldre över 65 år 7,0 %.
Runt Dayangzhou är det ganska tätbefolkat, med 239 invånare per kvadratkilometer. Närmaste större samhälle är Sanhu, 3,3 km nordväst om Dayangzhou. Trakten runt Dayangzhou består till största delen av jordbruksmark.
Genomsnittlig årsnederbörd är 2 066 millimeter. Den regnigaste månaden är juni, med i genomsnitt 330 mm nederbörd, och den torraste är oktober, med 24 mm nederbörd.